# Sailhan
Sailhan település Franciaországban, Hautes-Pyrénées megyében. Lakosainak száma 171 fő (2022. január 1.). Sailhan Bourisp, Ens, Estensan, Saint-Lary-Soulan és Vielle-Aure községekkel határos.

## Népesség
A település népessége az elmúlt években az alábbi módon változott:
| Lakosok száma | 122  | 147  | 161  | 161  | 167  | 173  | 173  | 172  | 171  |
|               | 2013 | 2015 | 2016 | 2017 | 2018 | 2019 | 2020 | 2021 | 2022 |